# Гранце
Гра́нце (итал. Granze) — коммуна в Италии, располагается в провинции Падуя области Венеция.
Население составляет 1671 человек, плотность населения составляет 152 чел./км². Занимает площадь 11 км². Почтовый индекс — 35040. Телефонный код — 0429.
Покровительницей коммуны почитается святая Христина Тирская, празднование 24 июля.